# Waterschaarste

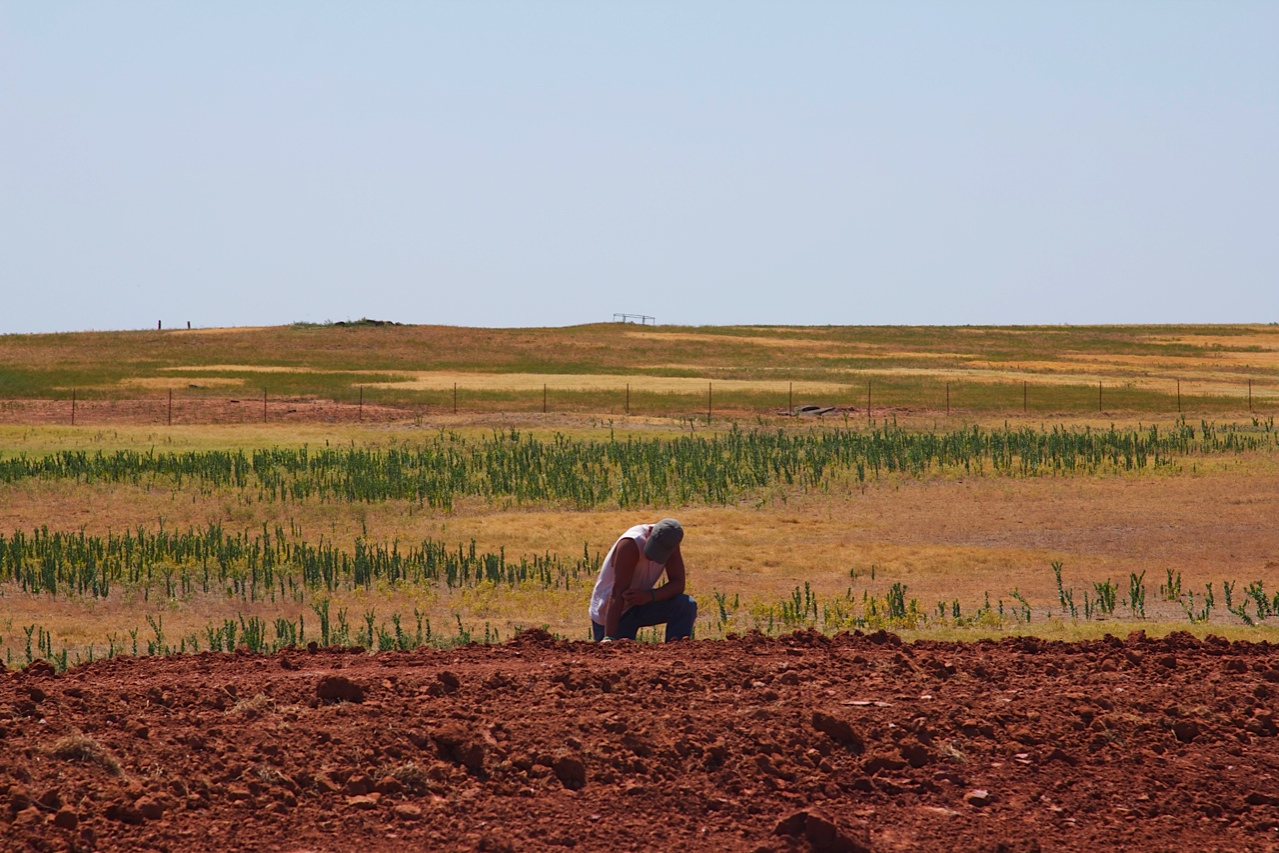
Watergebrek in de landbouw, Verenigde Staten 2011

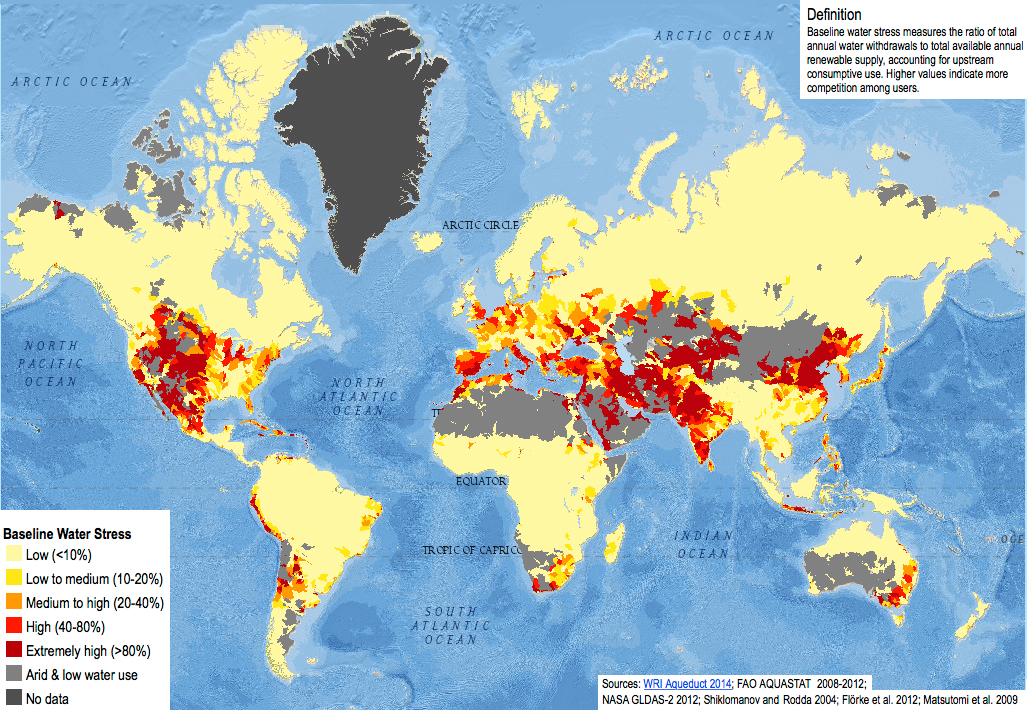
Baseline water stress: verhouding van de totale jaarlijkse wateropnames tot de totale jaarlijkse beschikbare hernieuwbare aanvoer van water, rekening houdend met het stroomopwaartse consumptieve gebruik

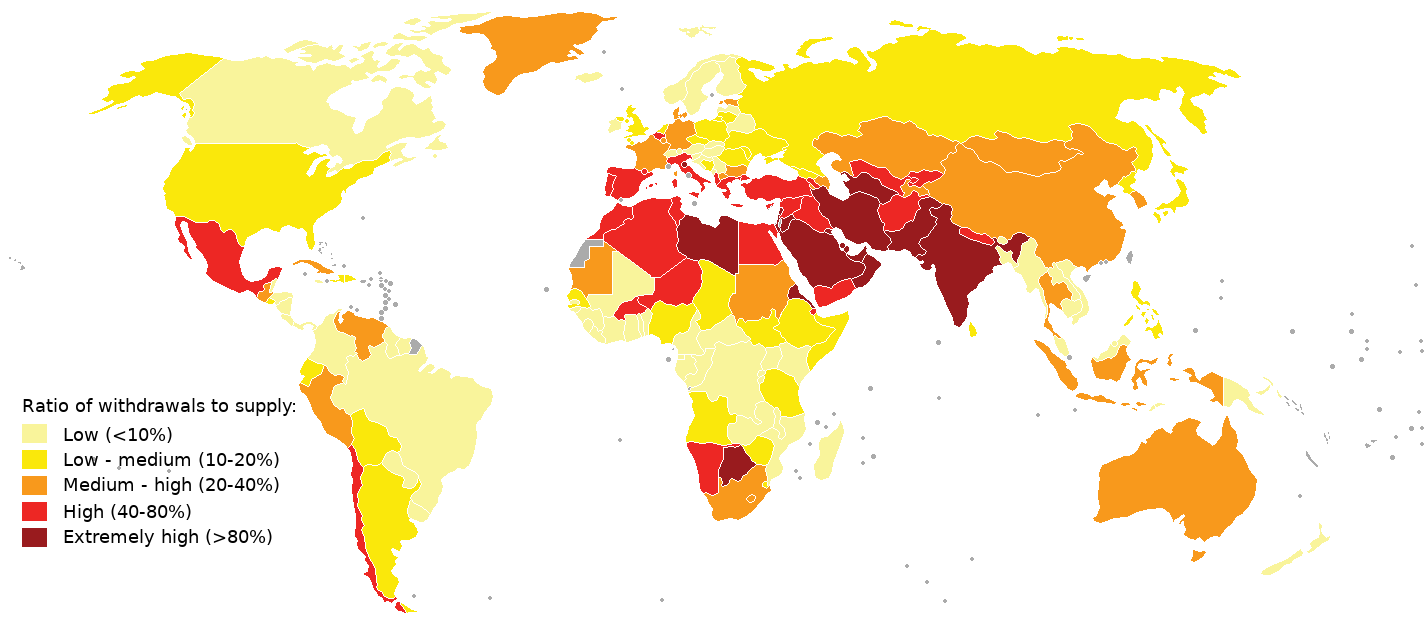
Waterstress per land, gedefinieerd als de ratio tussen het gebruik van water en het aanbod (2019)

Waterschaarste is het tekort aan voldoende schoon water. De vraag naar water overstijgt de aanbodcapaciteit van het natuurlijke systeem of de toegang ertoe. Dit is een probleem waar een derde van de mensheid mee te maken heeft en een van de bepalende thema's van de 21ste eeuw. Schaarste is herkenbaar aan vraag waaraan niet kan worden voldaan, spanningen tussen gebruikers, concurrentie om water, overmatige onttrekking van grondwater en onvoldoende stroming voor een gezond milieu. In 2025 zullen, volgens prognoses van de FAO, 1,8 miljard mensen in landen of gebieden leven waar absolute waterschaarste heerst en twee derde van de wereldbevolking zou te maken kunnen hebben met waterstress. Snel groeiende stedelijke gebieden zullen een zwaar beslag leggen op watervoorraden in de buurt. Internationale organisaties als UN Water, de World Water Council, Water.org en het World Economic Forum spreken van een mondiale watercrisis.
Waterschaarste wordt veroorzaakt door een complex geheel aan fluctuerende, op elkaar inwerkende menselijke en ecologische factoren. De groeiende wereldbevolking, verbeterende levensstandaarden, veranderende consumptiepatronen en steeds toenemende irrigatie van landbouwgronden zorgen voor een stijgende vraag naar water. Klimaatverandering, ontbossing, waterverspilling en -vervuiling zorgen anderzijds voor een dalende beschikbaarheid. Dat de beschikbaarheid van water, evenals de consumptie ervan, doorgaans plaatselijk per seizoen varieert, maakt het moeilijker om inzicht te krijgen in de problematiek. Genuanceerde analyses uit 2016 laten zien dat twee derde van de wereldbevolking (4 miljard mensen) ten minste 1 maand per jaar in omstandigheden van ernstige waterschaarste leeft. Bijna de helft van die mensen leeft in India en de Volksrepubliek China.
In 2012 hadden wereldwijd meer dan 780 miljoen mensen geen toegang tot veilig drinkwater. (120 miljoen daarvan in Europa). Op 28 juli 2010 erkende de Algemene Vergadering van de Verenigde Naties het recht op veilig, schoon drinkwater en sanitatie als een mensenrecht, door het op te nemen in de Universele Verklaring van de Rechten van de Mens.

## Terminologie
De Zweedse hydrologe Falkenmark ontwikkelde in 1989 een van de eerste kwantitatieve indicatoren om te meten in hoeverre in een gebied fysieke waterschaarste heerst. Hierbij wordt dus niet gekeken naar eventueel slecht beheer of ongelijke verdeling, maar betreft het de totale hoeveelheid water die jaarlijks beschikbaar is per hoofd van de bevolking.
- Absolute waterschaarste: jaarlijks wateraanbod per persoon minder dan 500 kubieke meter (m³). Dat is 1370 liter per dag.
- Waterschaarste: jaarlijks aanbod per persoon minder dan 1000 m³ (1 miljoen liter). Dat is 2740 liter per dag.
- Waterstress: jaarlijks wateraanbod per persoon minder dan 1700 m³ (1,7 miljoen liter). Dat is 4658 liter per dag.

De Falkenmark-indicator geeft een nogal grof, mogelijk vertekend beeld, omdat sommige van de factoren die van invloed kunnen zijn, niet worden meegerekend. In de afgelopen decennia zijn meer complexe indicatoren ontwikkeld, die een genuanceerder beeld schetsen in verschillende situaties.

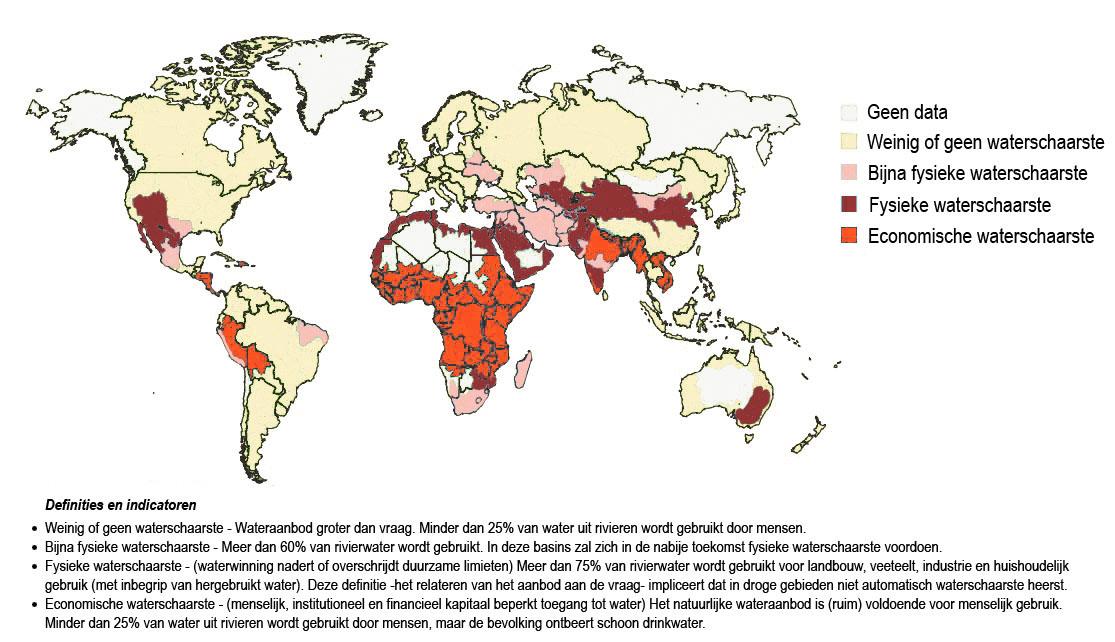
Wereldwijde fysieke en economische waterschaarste. Bron: UNESCO 2012

Het volgende onderscheid wordt gemaakt om de aard van de schaarse aan te duiden.
- Fysieke waterschaarste: het aanbod van water kan de vraag niet bijbenen. Droogte kan hiervoor een oorzaak zijn. Wanneer echter in een waterrijk gebied de waterinfrastructuur wordt overbelast (bijvoorbeeld door irrigatie of stroomopwekking), is ook sprake van fysieke waterschaarste.
- Economische waterschaarste: de beschikbare watervoorraad wordt ongelijk verdeeld. Wanneer waterinfrastructuur ontbreekt of in slechte staat verkeert, is schoon water voor sommigen (meestal met name de economisch zwakste en degenen op het platteland) niet voorhanden.

Waterverbruik kan worden gekwantificeerd op verschillende manieren. Bij percentages is het belangrijk om in de gaten te houden of het om directe consumptie van water gaat, of om de zogeheten watervoetafdruk.
- Watervoetafdruk: de totale – directe en indirecte – waterconsumptie van iets of iemand. Bij het berekenen van de watervoetafdruk van bijvoorbeeld een land, wordt ook gekeken naar de hoeveelheid water die 'virtueel' geïmporteerd wordt, dat wil zeggen al het water dat in andere landen verbruikt is om alle goederen te produceren die het land importeert. Ook ingecalculeerd wordt de hoeveelheid zoet water die nodig is om veroorzaakte vervuiling te verdunnen tot de toegelaten norm.[13]

## Vraag en aanbod

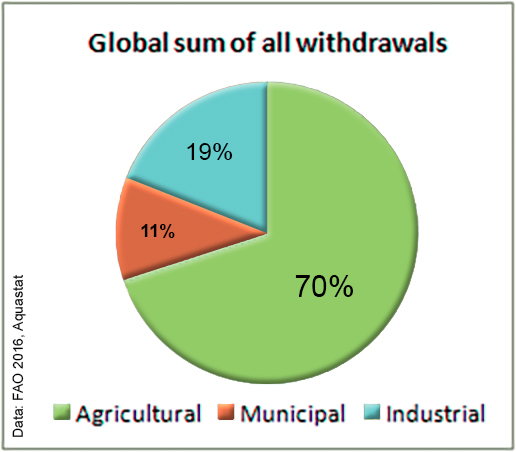
GlobalWaterWithdrawals

De op aarde beschikbare hoeveelheid makkelijk winbaar zoet water, in de vorm van oppervlaktewater (rivieren en meren) of grondwater (bijvoorbeeld in aquifers), bedraagt 14.000 km³. Hiervan wordt momenteel 'slechts' 5000 km³ door de mens gebruikt en hergebruikt. De voorraad zoet water is in principe dan ook ruim voldoende om de huidige wereldbevolking van 7 miljard te voorzien en kan zelfs een groei naar 9 miljard of meer aan. Ongelijke geografische verdeling van het beschikbare water, en vooral de ongelijke consumptie van water, zorgen er echter voor dat er in sommige delen van de wereld en onder bepaalde bevolkingsgroepen waterschaarste is.
Schaarste als gevolg van consumptie wordt primair veroorzaakt doordat landbouw/veeteelt en industrie grootverbruikers zijn van water. Westerse consumenten gebruiken doorgaans honderden liters meer dan mensen in ontwikkelingslanden. Een groot deel hiervan is indirect verbruik, afkomstig uit water-intensieve agrarische en industriële productieprocessen van consumptiegoederen, zoals fruit, oliegewassen en katoen. Veel van deze productieketens zijn geglobaliseerd, waardoor in ontwikkelingslanden veel water wordt gebruikt en vervuild voor de productie van goederen die bedoeld zijn voor de buitenlandse markt.
Ernstige fysieke waterschaarste treedt op in ongeveer de helft van 's werelds voornaamste rivierbekkens gedurende minstens 1 maand per jaar (zuiver kwantitatief bekeken, dus zonder eventuele vervuiling van het water in te calculeren). Daarbij gaat het om 201 stroomgebieden (van 405), waar 2670 miljoen mensen wonen.

### Ongelijke consumptie
Eén op de vijf mensen in ontwikkelingslanden heeft geen toegang tot voldoende schoon water (hiervoor noemt de FAO als minimumhoeveelheid 20 liter per dag), terwijl het gemiddelde (huishoudelijke) waterverbruik in Europa en de Verenigde Staten tussen 200 en 600 liter per dag ligt. Daarbij betalen mensen in sloppenwijken doorgaans 5 tot 10 keer meer per liter water dan mensen met leidingwater.

### De invloed van de veesector

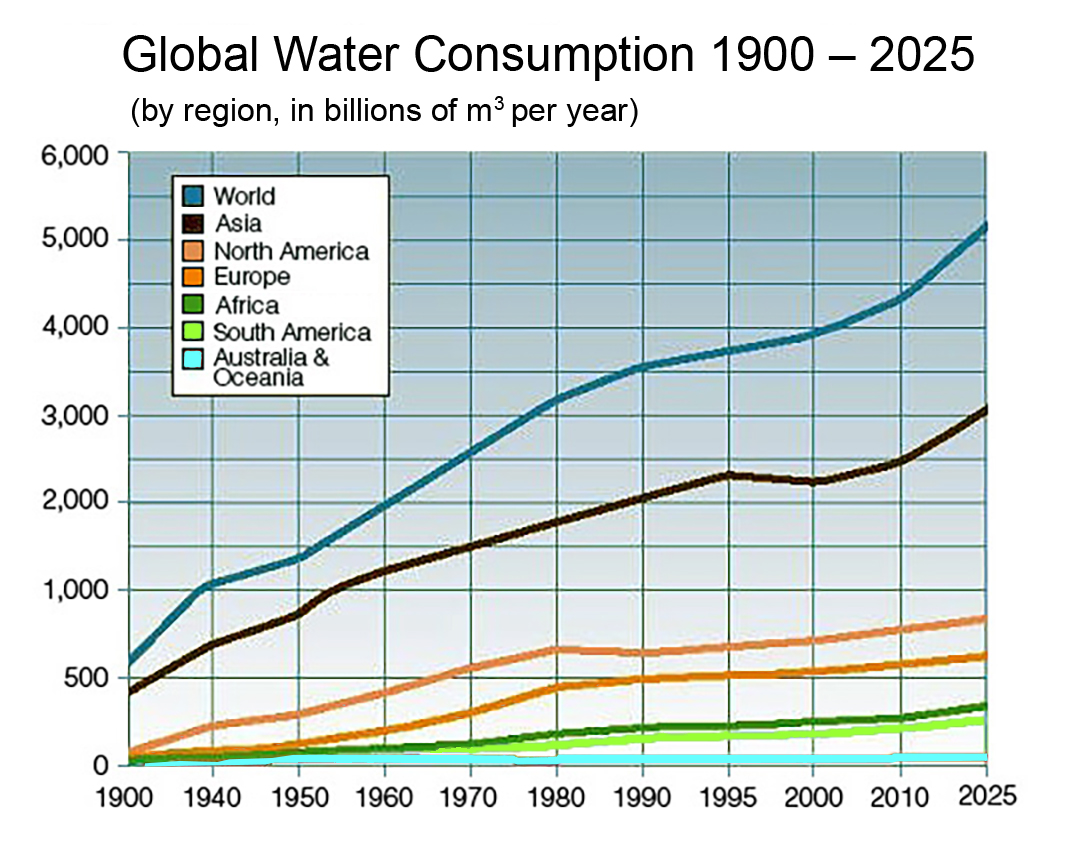
Mondiaal waterverbruik 1900-2025, per regio, in miljarden m³ per jaar.

Bijna een derde van de totale wereldwijde watervoetafdruk van landbouw of een kwart van de totale watervoetafdruk van de mens is gerelateerd aan dierlijke producten als vlees en zuivel. In de periode 1980-2004 is de wereldwijde vleesproductie bijna verdubbeld en deze trend zet zich naar verwachting voort in de periode tot 2050. De overgrote meerderheid van dit land en veel van het water daarin, wordt gebruikt voor de productie van veevoer. 98% van de watervoetafdruk van dierlijke producten zit in het voer van de dieren, slechts 1,1% in drinkwater.
Bij de irrigatie van de gewassen gaat door inefficiënte methoden gemiddeld ongeveer de helft van het water verloren. Vaak vindt dit plaats in landen waar de wateronttrekking ten behoeve van de veesector – afhankelijk van de aard van de aangesproken watervoorraad – milieudegradatie tot gevolg heeft en tevens ten koste gaat van de watervoorziening van voedselgewassen (voor menselijke consumptie, waarmee aanzienlijk meer mensen gevoed kunnen worden). De gemiddelde watervoetafdruk per calorie voor rundvlees is twintigmaal die van granen en aardappels.

### Bedrijfsleven
in 2012 bleek uit onderzoek van KPMG onder de 250 grootste bedrijven ter wereld blijkt dat het internationale bedrijfsleven het dreigend tekort aan water nog nauwelijks serieus neemt. Slechts 10% van deze 250 bedrijven geeft aan dat zij hun bedrijfsvoering aanpast aan de beschikbaarheid van water of dat zij de invloed van waterschaarste op de onderneming of de aandeelhouders proberen te verminderen. Niet meer dan 1 op 3 bedrijven geeft in hun verslag informatie over hun watervoetafdruk, de hoeveelheid water die nodig is voor de producten, gemeten over de hele productieketen. Bedrijven in de mijnbouw en de farmaceutische industrie geven hier meer informatie over, bedrijven in de voedingsmiddelensector en de olie- en gasverwerkende industrie veel minder (ondanks de sterke afhankelijkheid van bedrijven in deze sectoren van wateraanbod). Het uitblijven van een langetermijnstrategie maakt bedrijven kwetsbaar en investeerders zullen volgens KPMG in toenemende mate op zoek gaan naar bedrijven die wel aantonen dat zij langetermijnoplossingen zoeken voor het probleem.

### Energievoorziening
In 2016 was de wereld voor zijn energievoorziening voor 98% afhankelijk van waterkracht en thermo-elektrische energie (verkregen uit verbranding van o.m. kolen, olie en gas, en kernenergie), die sterk afhankelijk zijn van voldoende water. Bij het delven van steenkool wordt bijvoorbeeld veel grondwater opgepompt en ernstig vervuild bij het wassen van kolen om de steenkool te scheiden van steen, zwavel en andere stoffen. Ook heeft een kolencentrale elke drie minuten ongeveer een olympisch zwembad aan stromend water nodig voor zijn koeling. Wetenschappers van het International Institute for Applied Systems Analysis (IIASA) concludeerden na onderzoek in 2016 dat de kwetsbaarheid van de energievoorziening toeneemt met de stijgende mondiale watervraag. Ze verwachten dat vanaf 2040 de capaciteit van waterkrachtcentrales hierdoor met meer dan 60% kan dalen en van thermo-elektrische stroomopwekking zelfs met 80%. Het Internationaal Energieagentschap voorspelt nu juist dat rond die tijd zeker 85% meer water nodig is om in de wereldwijde energiebehoefte te voorzien.

## Wanbeleid en machtspolitiek

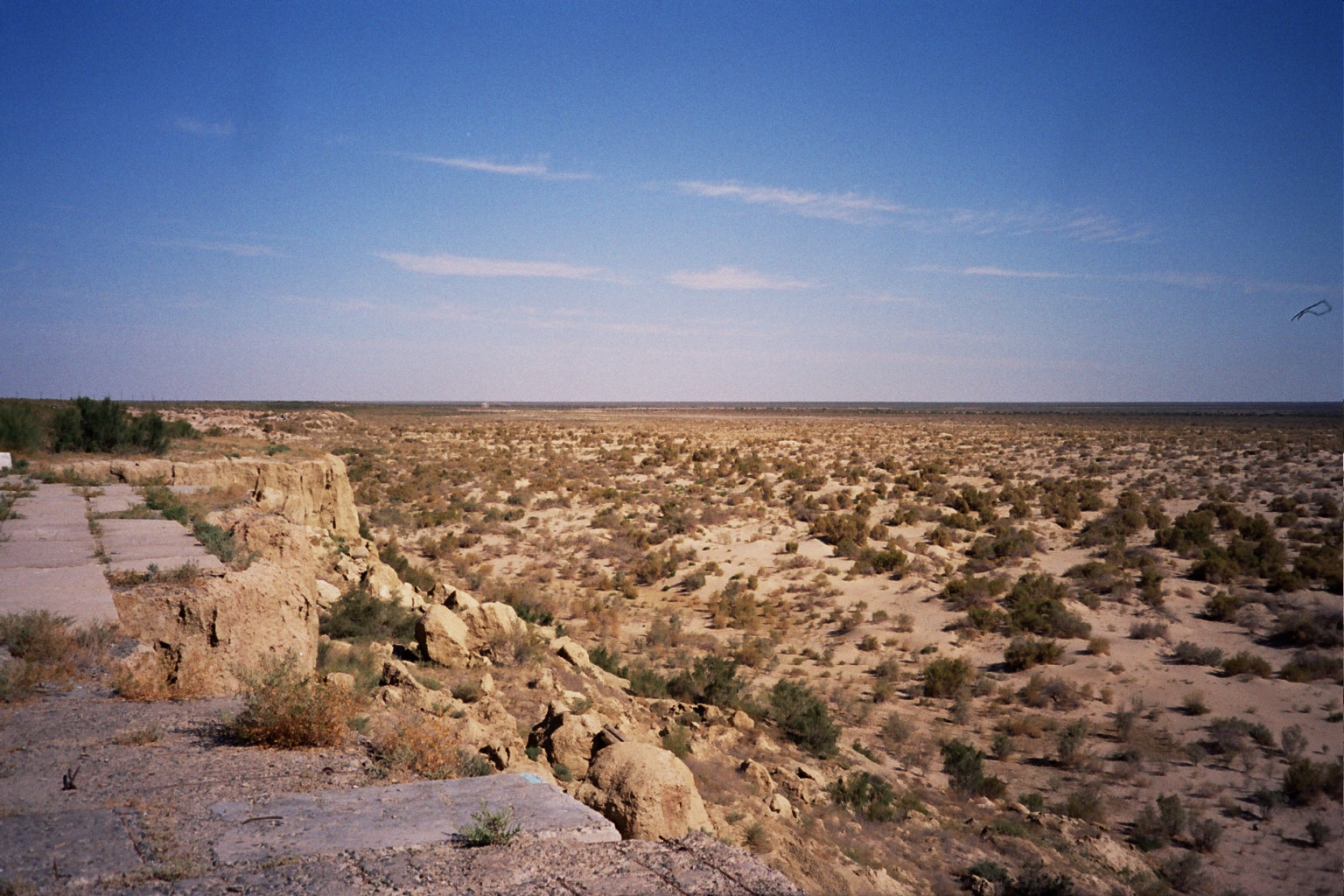
Uitzicht vanaf de oever van wat ooit het Aralmeer was

Problemen veroorzaakt door waterschaarste, worden door landen die dat kunnen vaak afgewenteld op zwakkere regio's. Dat gebeurt op verschillende manieren, die meer of minder in het oog springen. Nadat bijvoorbeeld in Saoedi-Arabië de hoge prijssubsidies waren afschaft, die het voor boeren rendabel maakten om van grote diepte (tot 600 meter) grondwater op te pompen, zochten de Saoedi's naar andere oplossingen om aan tarwe te komen. Saoedische bedrijven gingen miljoenen hectares landbouwgrond opkopen in Afrika, waarbij de lokale bevolking vaak wordt verjaagd of onteigend.
Door import van groenten en fruit buiten het seizoen, kunnen landen bijdragen aan uitputting van watervoorraden elders. Peru is een van de grootste producenten van asperges ter wereld. Veel hiervan wordt geëxporteerd. Naast inkomsten levert de bedrijfstak Peru zo'n 120.000 banen op. Met de asperges exporteert het land echter ook veel water dat het zelf hard nodig heeft. Ondergrondse watervoorraden (aquifers) gaan sterk achteruit terwijl de ijskappen op nabijgelegen bergen (die de rivieren voeden) aan het verdwijnen zijn. Tevens valt er minder regen. Bayer waarschuwt dat er drastische maatregelen nodig zijn. De regering heeft hier echter geen oren naar en de grootste aspergeproducent heeft het over een "desinformatiecampagne".
Chili exporteert jaarlijks 1,9 miljard m³ water door zijn koper- en fruithandel. Dat is 1,4 keer de hoeveelheid drinkwater die het land produceert. In de Indiase deelstaat Andra Pradesh daalt de grondwaterspiegel met meer dan een meter per jaar, omdat elektriciteit er gratis is. Hierdoor is het voor boeren aantrekkelijk om hun waterpompen dag en nacht aan te laten staan, om maximaal gebruik te kunnen maken van de uren dat er stroom is. Gedwongen braaklegging of omschakeling op andere gewassen levert echter vaak grote spanningen op bij de betrokkenen.

### Verspilling
Volgens de Environmental Protection Agency (EPA) wordt in de Verenigde Staten tot 50% van al het irrigatiewater verspild door verdamping, wind, ondeugdelijke apparatuur of overbewatering. In China, dat 22% van de wereldbevolking voedt met 6% van het zoetwater en 9% van de landbouwgronden, lag de verspilling rond de 55% in 2006.
Van al het geproduceerde drinkwater bereikt ongeveer een derde niet de plaats van bestemming waarbij vooral lekkende leidingen een rol spelen. In Zuid-Amerika kan het verlies oplopen tot 60% en in het Verenigd Koninkrijk wordt het verlies geschat op 20%.

### Corruptie
Behalve wanbeheer speelt corruptie een rol van betekenis. De Wereldbank schat dat 20-40% van alle waterfinancieringen hierdoor verloren gaat. Naast hogere transactiekosten heeft corruptie met name een negatief effect op ecosystemen, doordat smeergeld wordt ingezet om afvalwater te kunnen lozen of meer water aan stroomgebieden of de grond te kunnen onttrekken dan is toegestaan. Volgens Oxfam eigenen in Azië lokale potentaten zich schaarse waterbronnen en zelfs hele rivieren toe, met de hulp van politici en soms zelfs van ngo's. 'Water grabbing' creëert een enorm probleem voor miljoenen arme boeren.

### Ontbossing
Wanneer land wordt ontdaan van hun begroeiing, bijvoorbeeld door overmatige begrazing of ontbossing, kan regenwater niet meer worden opgenomen door de grond. Waar het regenwater in een begroeid gebied de grond intrekt en zo het grondwater aanvult, veroorzaakt het op kale stukken grond eerst wateroverlast terwijl het naar de laagst gelegen plekken stroomt en daarbij de meest vruchtbare toplaag van de grond wegspoelt. De Gele Rivier in China ontleent hieraan haar naam. Wanneer dan een periode van droogte volgt, is er geen water meer voorhanden en de grond degradeert in toenemende mate.
In het dichtbevolkte El Salvador waar ontbossing het hardst heeft toegeslagen, veroorzaken kale landschappen bij regen voor overstromingen. Alle regenwater stroomt weg zonder in de bodem te dringen en in de zomer drogen de rivieren op. Volgens de Verenigde Naties kan de vraag naar water in het land tot 2050 met 300% stijgen. Slechts 55% van de plattelandsbevolking beschikt over een wateraansluiting; de meesten zijn aangewezen op putten en rivieren met onveilig water. Gemeten over de hele bevolking heeft 88% van de rijke gezinnen water, tegen 44% van de armste gezinnen. In Honduras en Nicaragua doen zich vergelijkbare situaties voor.

## Sociale gevolgen

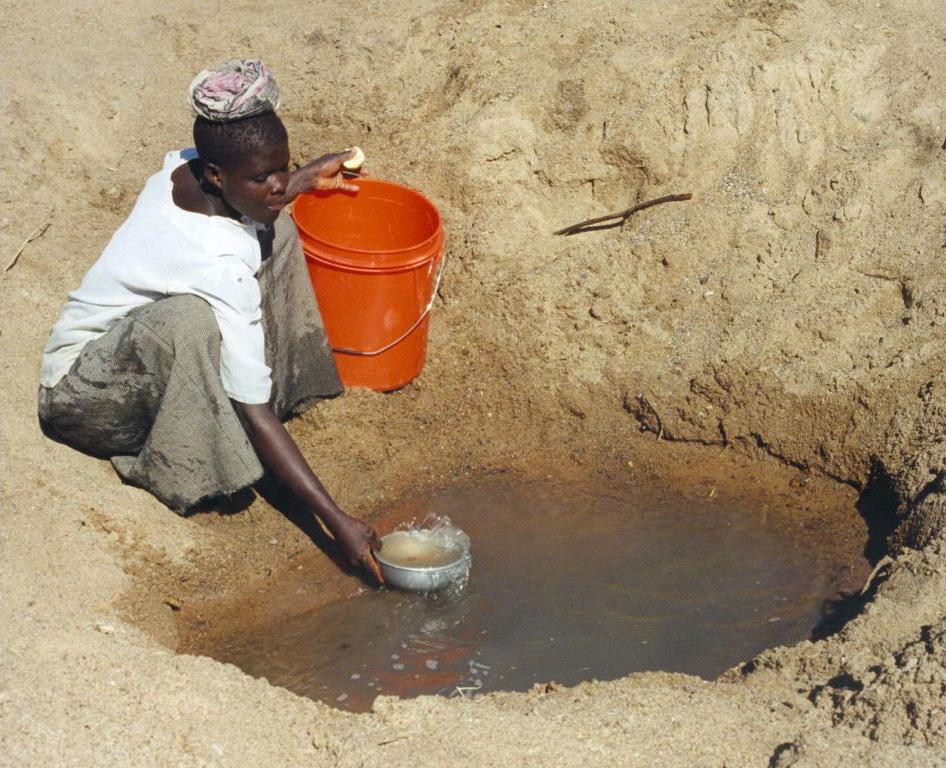
Meatu district van de regio Simiyu, Tanzania. Veel mensen zijn hier aangewezen op water uit gaten in droge rivierbeddingen, dat dagelijks gehaald wordt en doorgaans vervuild is. Deze taak ontneemt meisjes de kans op het volgen van een opleiding.

Vanwege de fundamentele rol die water speelt in het dagelijkse voortbestaan van mensen, stapelen zich bij gebrek eraan diverse problemen zich op. Naast de gezondheid worden bijvoorbeeld onderwijs en economische ontwikkeling belemmerd doordat mensen – meestal meisjes en vrouwen – dagelijks urenlang bezig zijn om water te halen.
De per maand gemeten gevallen van waterschaarste in 's werelds rivierbekkens komen vrij nauwkeurig overeen met gedocumenteerde ecologische achteruitgang en sociaal-economische ontwrichting. Vanwege economisch gewin de op korte termijn kan het aantrekkelijk zijn om beschikbare waterbronnen als rivieren en grondwaterreservoirs zwaarder aan te spreken dan ze bijgevuld kunnen worden. Aantasting van het kritieke minimum dat nodig is voor een gezond ecosysteem in een gebied, heeft echter consequenties. Drinkwaterschaarste; verzilting van watervoorraden; excessieve vervuiling van rivieren als gevolg van een laag waterpeil (en dus geringe verdunning) met als gevolg vissterfte; bedreiging van de voedselzekerheid door dalende agrarische opbrengsten en verlies van banen zijn gevolgen van te zware belasting van het natuurlijke wateraanbod.
Jaarlijks sterven 3,4 miljoen mensen aan ziektes als gevolg van vuil water, waarvan 1,5 miljoen kinderen. Parasieten en bacteriën in onveilig water zijn de veroorzakers van ziektes als diarree, tyfus, dysenterie en cholera, waaraan baby's en peuters makkelijk bezwijken. Tachtig procent van alle ziektes in ontwikkelingslanden heeft te maken met slechte water- en sanitaire voorzieningen. Momenteel zijn 2,6 miljard mensen verstoken van adequate sanitaire voorzieningen; bijna de helft van hen is genoodzaakt om zijn/haar behoefte in het openbaar te doen. 72% van deze 2,6 miljard mensen woont in Azië.

## Watergerelateerde conflicten

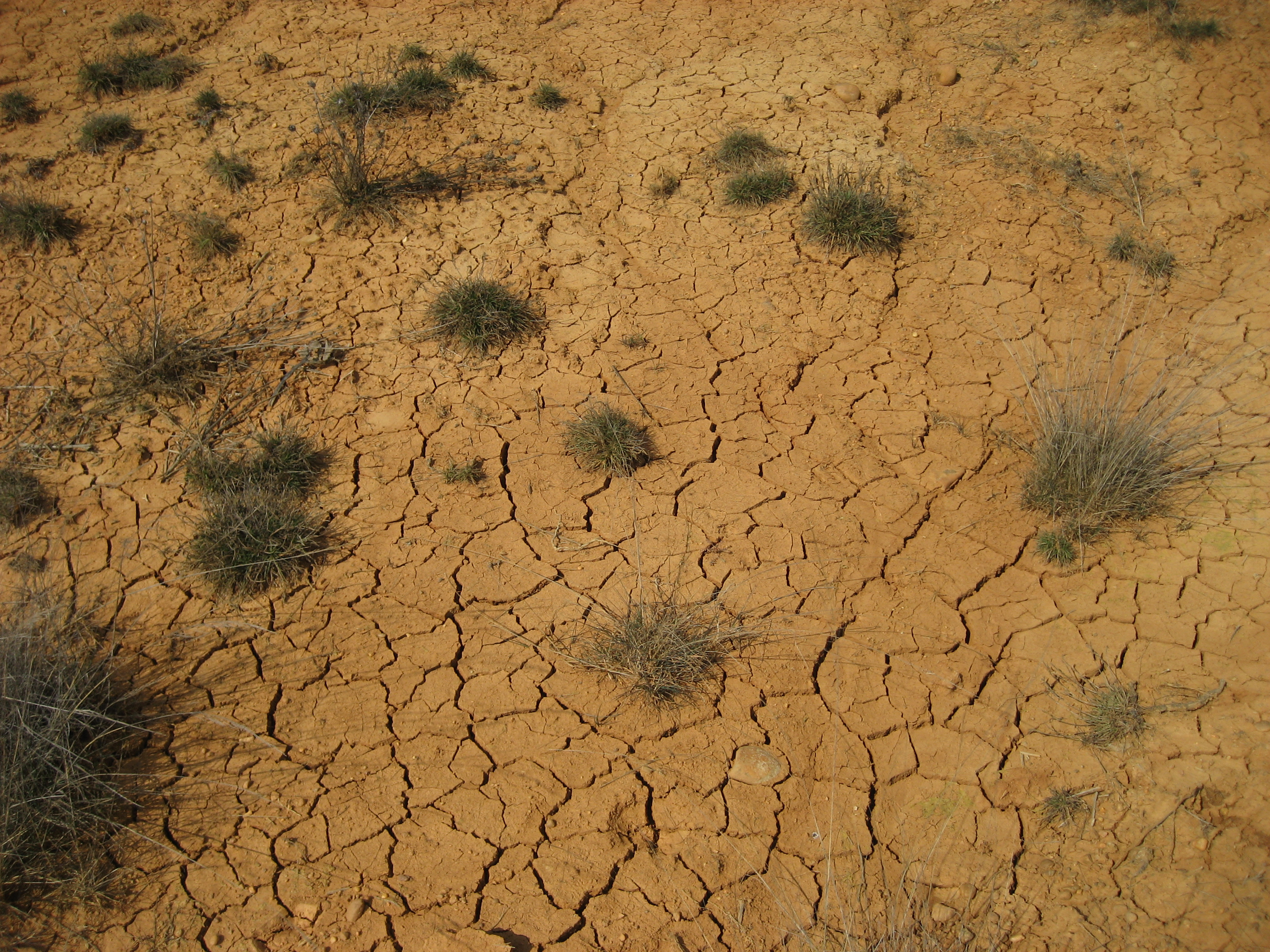
Woestijnvorming

Op aarde zijn er 263 grensoverschrijdende stroomgebieden die 40% van de wereldbevolking van water voorzien. Het water van Nijl, zo'n 6700 kilometer lang, wordt gedeeld door Egypte, Soedan, Eritrea, Ethiopië, Oeganda, Kenia, Tanzania, de Democratische Republiek Congo, Burundi en Rwanda. Het beheer van grensoverschrijdende waterbronnen zoals rivieren (invloed op de kwaliteit en kwantiteit van het water, de aanleg van dammen, irrigatiesystemen en het voorkomen van vervuiling) is een internationaal vraagstuk. Om daarmee om te kunnen gaan moeten maatregelen genomen worden op de verschillende geografische niveaus. Dit maakt water een complex politiek onderwerp dat gevoelig is voor internationale conflicten.
De voormalige vicepresident van de Wereldbank, Ismael Serageldin, waarschuwde in 1995 al dat 'de oorlogen van de volgende eeuw over water gaan. De gerenommeerde milieuactivist Maude Barlow geeft aan dat entiteiten als de Verenigde Staten, China en Europa water zien als een veiligheidsvraagstuk, dat nauw verbonden is met het welzijn van hun economieën en hun bevolking.
De landen die economisch het zwakst zijn, worden het ergst getroffen en zijn het minst in staat om hun aandeel van de globale watervoorraad op te eisen. Wanneer bijvoorbeeld China dammen bouwt in de rivier de Mekong, kunnen landen als Thailand, Myanmar, Laos, Cambodja en Vietnam weinig doen om dat te verhinderen, zelfs als dit betekent dat, naast hun eigen watervoorziening, grote ecosystemen als de Mekong-delta daardoor in gevaar komen.

### Onderzoek
In een onderzoek (Wolf et al. 2003) werd echter geconstateerd dat het beginnen van een oorlog om water niet rationeel, noch effectief of economisch verantwoord is, aangezien het tegengaan van waterschaarste of -vervuiling door een buurland immers aanpak voor lange termijn vergt en het maar zeer de vraag is of deze met geweld duurzaam kan worden afgedwongen. In de voorgaande 50 jaar waren ruim viermaal zoveel internationale verdragen afgesloten als er gewelddadige conflicten waren ontstaan en een belangrijke bevinding uit het onderzoek is dan ook, dat gezamenlijk waterbeheer juist kan leiden tot grotere verbondenheid tussen landen, mits er sprake is van sterke instituties. Een ander onderzoek stelt vast dat concurrentie om water niet te identificeren is als voornaamste oorzaak van de 'waterconflicten' die er geweest waren (in 30 van de 37 gevallen betrof het conflicten tussen Israël en een van de buurlanden).
Internationaal onderzoek van watergerelateerde conflicten leverde in 2019 meer dan 900 conflicten op, sedert de Babylonische koning Hammurabi, en ingedeeld in drie categorieën: water als 'trigger' van conflicten, water als 'oorlogswapen', en water als 'nevenschade'.

## Internationaal

### Globaal

#### Watervoetafdruk
De wereldwijde watervoetafdruk komt voor 92% voor rekening van de agrarische sector; 4,4% is voor rekening van de industrie en 3,6% voor huishoudelijk water. Eén vijfde van de agrarische watervoetafdruk en twee vijfde van de industriële watervoetafdruk is gerelateerd aan productie voor de export. Het aandeel van de Belgische industrie in de watervoetafdruk van het land (40%) is het hoogste in de wereld (ter vergelijking: in de Verenigde Staten is dat 18% en in China 22%).

#### Waterstress
Uit een rapport van het World Resources Institute (WRI) in 2019 bleek dat 44 landen met een derde van de wereldbevolking, waaronder België, een “hoge” waterstress vertonen (jaarlijks verbruik meer dan 40% van aanwezige voorraden). Voor 17 landen met een kwart van de wereldbevolking geldt zelfs een “extreem hoge” waterstress. Het WRI ontwikkelde de Aqueduct Water Risk Atlas, een interactieve tool om de waterstress per land in kaart te brengen.

### Nederland
Johan Woltjer verwachtte in 2012 dat de watervoorziening in Nederland binnen tien jaar onder druk komt te staan. Door de stijgende zeespiegel verzilten kustgebieden en dringt zout water zelfs het achterland binnen waardoor waterbedrijven in toenemende mate brak water oppompen. Belangrijke gewassen zullen door watergebrek niet meer kunnen worden verbouwd en hele sectoren (zoals de bloembollenindustrie) zullen zich moeten aanpassen of verplaatsen. Zoetwaterreservoirs zijn nodig om droogteperiodes te overbruggen, aldus Woltjer, evenals omschakeling op het gebruik van ander water dan drinkwater, voor toepassingen als toiletten doorspoelen, auto's wassen, gazons besproeien of vele industriële toepassingen. Een omslag in het denken over water is nodig en de realisatie dat zoetwater over niet al te lange tijd ook in Nederland een schaars goed zal zijn.
Ook internationaal heeft Nederland belang bij een goed mondiaal waterbeheer. Veel van de groente en het fruit in de Nederlandse supermarkten komt bijvoorbeeld uit de landen rond de Middellandse Zee waar waterschaarste een probleem is. Grote Nederlandse bedrijven als Unilever, C&A en Heineken hebben fabrieken in het buitenland en zijn daarbij afhankelijk van de lokale watervoorziening. Alle Nederlandse rivieren hebben hun oorsprong in andere landen en goede afspraken over de waterkwaliteit en -kwantiteit zijn essentieel.

#### Watervoetafdruk
De totale watervoetafdruk per hoofd van de Nederlandse bevolking wordt geschat op zo'n 2300 m³ per jaar (6,3 m³ oftewel 6300 liter per dag). Hiervan is 67% afkomstig uit de consumptie van agrarische goederen, 31% van de consumptie van industriële goederen en 2% van huishoudelijk waterverbruik. Van de agrarische producten zijn 46% producten uit of voor de veeteelt; 17% oliegewassen of olie daarvan; 12% koffie, thee, cacao en tabak; 8% granen en bier; 6% katoenproducten; 5% fruit en 6% andere producten.
Ongeveer 89% van de Nederlandse watervoetafdruk is extern en slechts 11% intern. De externe invloed van Nederlandse consumptie is het grootst in landen die reeds met waterschaarste te maken hebben, voornamelijk Volksrepubliek China, India, Spanje, Turkije, Pakistan, Soedan, Zuid-Afrika en Mexico.
Het officiële standpunt en (buitenlands) beleid van Nederland ten aanzien van water wordt uiteen gezet in een Kamerstuk van 31 augustus 2012:

"Water is een van de vier speerpunten van het ontwikkelingssamenwerkingsbeleid van Nederland. Nederland richt zich op het verbeteren van waterproductiviteit in de landbouw, verbeterd stroomgebiedbeheer, veilige delta's, veilig drinkwater en sanitaire voorzieningen. In het kader van conflictpreventie wordt ingezet op het verminderen van spanningen over waterbeheer in vijf stroomgebieden (Brahmaputra, Nijl, Niger, Senegal en West Bank Aquifer) en op verbeterde regelgeving op het gebied van water in vijf partnerlanden, waaronder de Palestijnse Gebieden. Het kabinet zal zoeken naar synergie tussen de inspanningen om conflicten over water te voorkomen van de EU en van Nederland."

### België

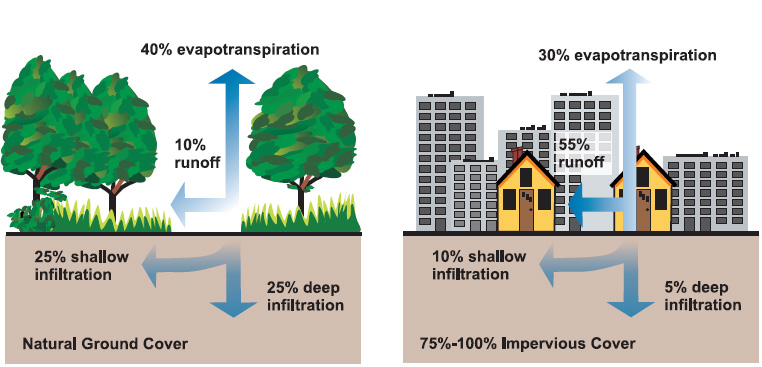
Relatie tussen urbanisatie / verharding en de hoeveelheid infiltratie in de bodem

In de Aqueduct-index van het World Resources Institute staat geheel België in het risiconiveau met “hoge waterstress”. In België is de hoge kans op waterschaarste onder meer te wijten aan de hoge verhardingsgraad. Het waterbeleid is in België sedert de staatshervorming van 1980 een gewestelijke bevoegdheid, in Vlaanderen meer bepaald van de Vlaamse Milieumaatschappij, die over een waterafschakelplan beschikt voor situaties van extreme droogte. Met de Blue Deal beoogt de Vlaamse overheid sedert 2020 een integrale aanpak van de waterschaarste.

## Oplossingen

### Informatie-uitwisseling
Volgens UNESCO kan de ontwikkeling van online-fora over waterthema's helpen om de informatie beter te spreiden tussen gebruiker, aanbieder en beleidsmakers. Genetwerkte coördinatie op landelijk niveau, zodat lokale waterbedrijven informatie en "best practices" kunnen delen, is mogelijk in ten minste 95% van de landen tussen 2020 en 2030. Belangrijk is echter, dat overheden iets met deze informatiestromen doen. Weerstand van overheden en "gevestigde belangen" kunnen de nodige flexibiliteit, deelname en transparantie in nationale beleidsvorming in de weg staan.

### Beleid
Volgens de Verenigde Naties vindt de mondiale watercrisis zijn oorsprong niet zozeer in fysieke schaarste, als wel in macht, armoede en ongelijkheid; de Indiase natuurkundige en ecoloog Vandana Shiva spreekt over een 'door mensen gecreëerde crisis'.
De Verenigde Naties stelt dat subsidies die inefficiënt gebruik van land, water en meststoffen in de hand werken, plaats moeten maken voor flexibele systemen van toewijzing waarin op korte termijn beslissingen kunnen worden genomen, rekening houdend met klimaatvariaties en -extremen. Tevens zijn goed gecontroleerde watermarkten nodig, waarin de economische waarde van het beschikbare water zijn beschikbaarheid voor de meest waardevolle toepassingen waarborgt, terwijl middels grondige regulering van die markten de beschikbaarheid van drinkwater en sanitatie voor de economisch zwaksten wordt gewaarborgd.
Handel in agrarische producten kan een uitkomst bieden, mits waterintensieve producten uit waterrijke gebieden/landen komen en niet uit gebieden waar water schaars is. Vaak is het tegenovergestelde echter nog het geval.

### Preventie
Sedert 1993 wordt jaarlijks op 22 maart de Wereldwaterdag gehouden, om de mondiale waterproblematiek bij een breed publiek kenbaar te maken. Dit gebeurt door het organiseren van evenementen en het verspreiden van informatie over water.

### Technologie
Verder zijn er een aantal technologische ontwikkelingen die hoopgevend zijn. Met waterbesparende maatregelen in de landbouw is veel winst te behalen en ook in stedelijke gebieden kunnen technologische vernieuwingen in watervoorziening en afvalverwerking bijdragen aan het verminderen van afvalstromen en van de absolute wateronttrekking aan het milieu. Noodzaak hierbij is een toenemend begrip bij het brede (mondiale) publiek voor wat waterschaarste inhoudt en ieders verbondenheid met dit fenomeen.
Het aanleggen van (ondergrondse) reservoirs die kunnen dienen als buffers voor droge periodes, het verplaatsen van water van gebieden met veel regenval naar drogere gebieden of gebieden met een hoge vraag, en het gebruik van afvalwater voor minder kritieke toepassingen zijn oplossingen die in toenemende mate uitkomst bieden. Daarnaast zijn er relatief dure noodoplossingen als het verplaatsen van water met tankers of zakken via zee, die kunnen worden ingezet om een plaatselijk watergebrek voor huishoudelijke toepassingen (in bijvoorbeeld steden) te kunnen opvangen.
Het ontzilten van zeewater kan een bijdrage leveren om watertekorten op te lossen. Dit kost nog altijd veel energie en er is ook nog onduidelijkheid over wat er dan met het veel zoutere restwater zou moeten gebeuren. In Australië en het Midden-Oosten wordt deze techniek al toegepast.
Bij cloud seeding worden bepaalde chemicaliën de lucht ingeschoten of vanuit vliegtuigen op wolken of vochtige lucht gegooid. Dat zorgt ervoor dat de waterdruppels zwaarder worden en als regen naar beneden valt. In droge periode zou dit er voor kunnen zorgen dat er meer regen valt waardoor er ook meer water beschikbaar is. Het probleem met deze methode is dat het onduidelijk is hoeveel regen de chemicaliën precies opleveren en dat wanneer de regen valt, de chemicaliën ook mee naar beneden komen. Naar deze techniek wordt nu dan ook nog veel onderzoek verricht.

### Andere consumptiepatronen
De consumptie van dierlijke producten heeft een groot aandeel in de totale watervoetafdruk van de mens. Een verschuiving van vleesconsumptie naar plantaardige voeding kan leiden tot een vermindering van de watergebruik. Fabrikanten kunne meer voorlichting geven over producten en watervoetafdruk. Grote voedingsbedrijven kunnen hier en grote rol spelen door transparantie te verschaffen over de invloed van dierlijke producten, bijvoorbeeld middels jaarlijkse rapportage over watervoetafdrukken, inclusief die van toeleveringsketens. Ook investeerders kunnen hier een belangrijke drijvende kracht zijn. Vooralsnog (anno 2012) wordt aan water echter weinig aandacht besteed in de vlees- en zuivelsectoren.